# David Resnick
David Resnick (hebrejsky דוד רזניק‎; 5. srpna 1924 v Riu de Janeiru, Brazílie – 4. listopadu 2012 v Jeruzalémě, Izrael) byl izraelský architekt a urbanista brazilského původu, který získal Izraelskou cenu za architekturu a Rechterovu cenu. Je bývalým ředitelem Izraelské asociace architektů a je považován za jednoho z „nejslavnějších moderních izraelských architektů“.

## Život
Resnick se narodil v Riu de Janeiru do sekulární sionistické rodiny. Vydával školní studentské noviny a ještě jako student byl najat firmou Oscara Niemeyera, který byl označován za „největšího brazilského architekta 20. století“. Resnick pracoval v Niemeyerově firmě čtyři roky a tvrdil, že se během této doby naučil modernistickým principům architektury hlavně díky Niemeyerovi, kterého označoval za „revolucionáře a génia“.
Během svého působení v Brazílii se zapojil do výcvikového programu organizace Ha-Šomer ha-ca'ir, kde se seznámil se svou ženou. V roce 1949 emigrovali do Izraele do kibucu Ejn ha-Šofet. Resnick uvedl, že po druhé světové válce, holokaustu a vzniku Izraele patřil se svou manželkou Rachel k vlně „idealistických brazilsko-židovských mladých lidí“, kteří se rozhodli přestěhovat do Izraele. Pracoval dva roky na polích kibucu a prohlásil, že i když se přestěhoval do města za svou prací architekta, smysl pro společenskou odpovědnost mu zůstal.
Později se přestěhoval do Tel Avivu, kde začal pracovat ve firmě Ze'eva Rechtera. O tři roky později se přestěhoval do Jeruzaléma, kde začal spolupracovat s Heinrichem Heinzem Rau. V roce 1958 si Resnick založil vlastní firmu. Spolupráce s těmito dvěma architekty bylo označena za jeden z nejdůležitějších kroků v jeho kariéře, protože se „architekt z Brazílie stal součástí spojení mezi architektonickým dědictvím Britského mandátu Palestina a architekturou Jeruzaléma jakožto hlavního města židovského státu“.
Resnick zemřel 4. listopadu 2012 a následující den byl pohřben na jeruzalémském hřbitově Har ha-Menuchot v části určené pro „významné občany“.

## Práce

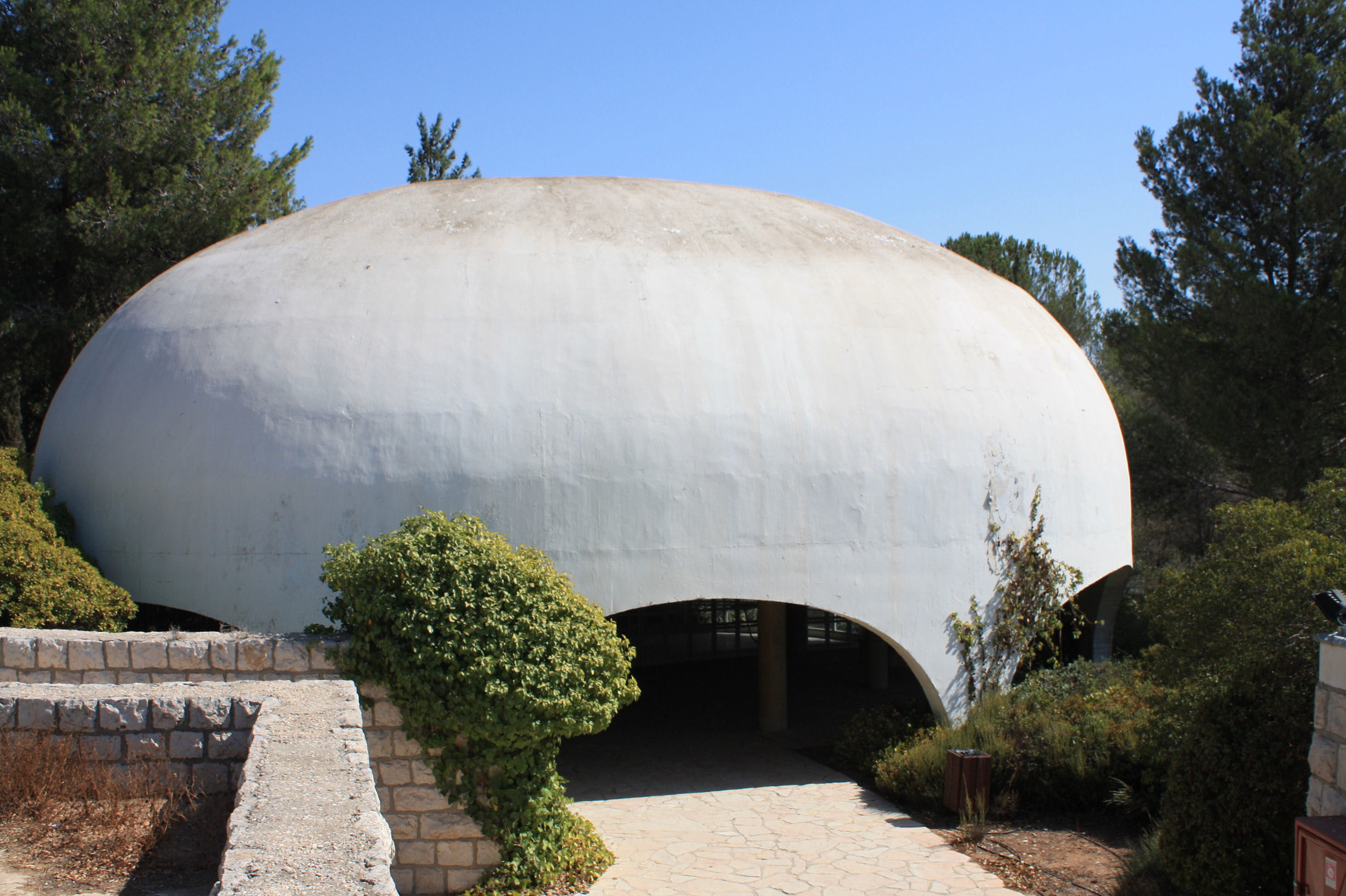
Synagoga Israela Goldsteina, Hebrejská univerzita

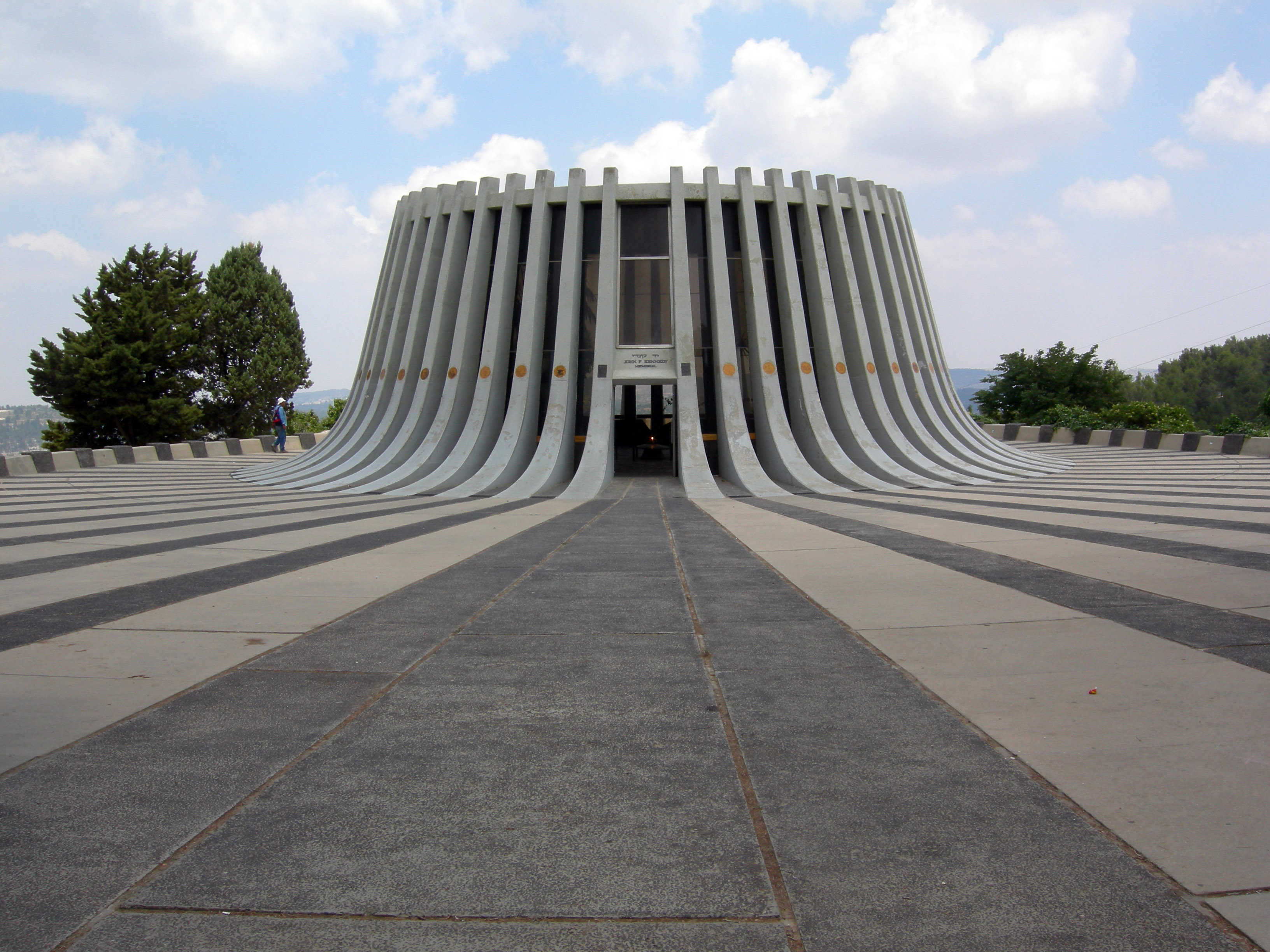
Jad Kennedy (památník Johna F. Kennedyho), Izrael

Resnickova první spolupráce s Rauem zahrnovala synagogu Israela Goldsteina a Einsteinův matematický institut v areálu kampusu Hebrejské univerzity v Jeruzalémě ve čtvrti Giv'at Ram. Tato synagoga byla zařazena mezi „deset nejkrásnějších synagog v Izraeli“. Design je popisován jako „jemná betonová koule, která se vznáší těsně nad povrchem skály, jako by ji tam odfoukl vítr“. Byla označena za „bezpochybný mezník v místní architektuře“. Další stavbou navrženou Resnickem (spolu s Arthurem Spectorem a Michaelem Amišarem), jejíž styl je někdy přirovnáván k synagoze, je válečný památník z let 1974–1977: rozštěpená monumentální kamenná pyramida, která měla podle Resnicka vytvářet dojem padlé říše.
V roce 1958, krátce poté, co zanechal spolupráce s Rauem a začal pracovat sám, byl požádán, aby navrhl obytnou budovu v centru Jeruzaléma. Po návrhu této budovy se jeho projekty týkaly Vanleerova institutu v Jeruzalémě a kampusu Hebrejské univerzity na hoře Skopus.
Mezi jeho další práce v Izraeli patří: jeruzalémský hotel Hyatt, kampus Univerzity Brighama Younga, Jad Kennedy (památník Johna F. Kennedyho v Jeruzalémě), muzeum v kibucu Ajelet ha-Šachar a Jad lebanim. Rozhodnutí o navržení Jad Kennedy bylo výsledkem celostátní soutěže. Památník připomínající život amerického prezidenta Johna F. Kennedyho a atentát na něj v roce 1963 má tvar kmene stromu, který symbolizuje zkrácený život.

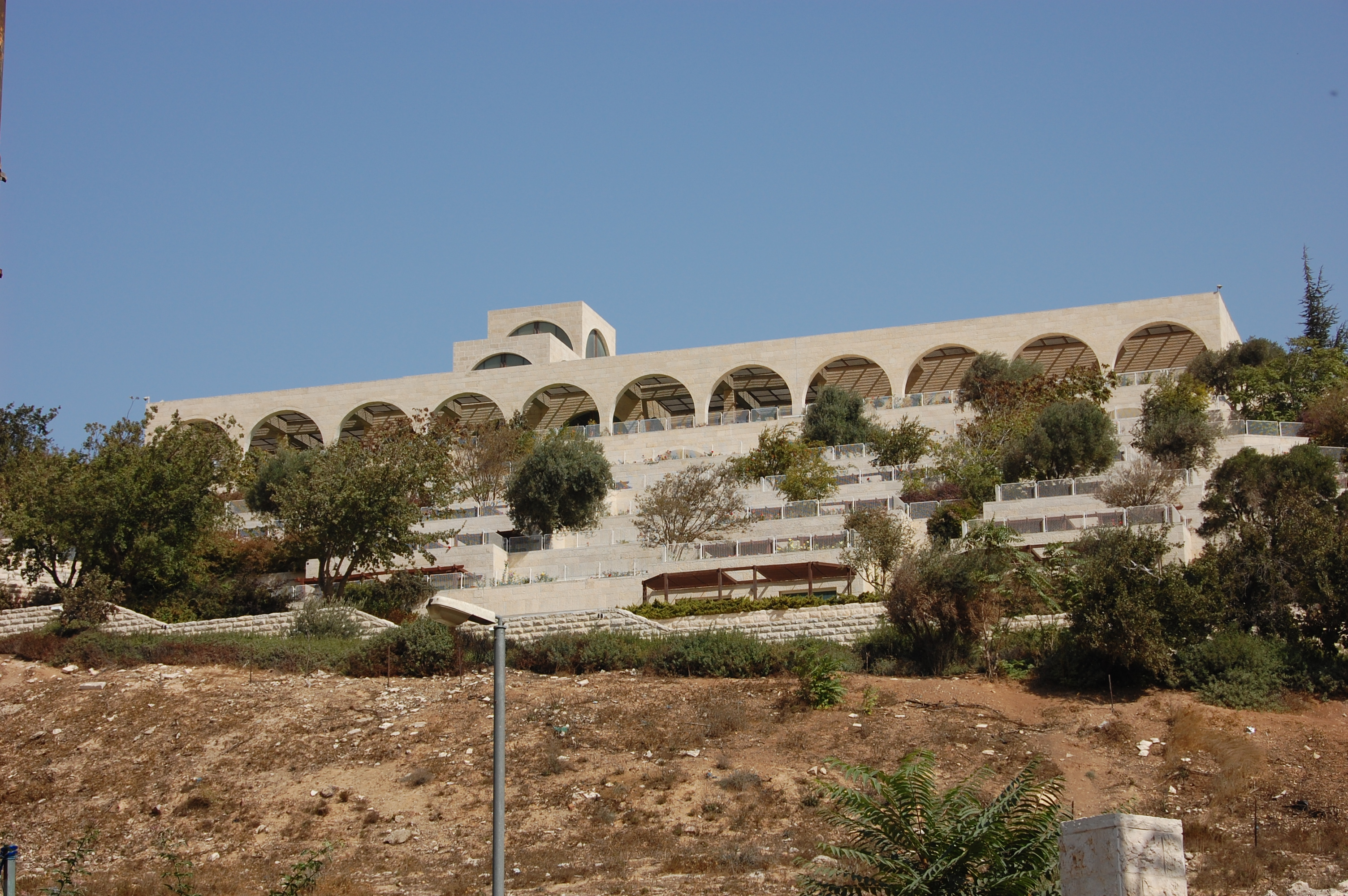
Kampus Univerzity Brighama Younga v Izraeli, Olivová hora

Mezi Resnickovy další významné stavby patří Izraelská akademie věd. Kromě navrhování budov a památníků je také architektem řady soukromých domů a urbanistou řady čtvrtí.

Mezi jeho práce mimo Izrael patří izraelské velvyslanectví v Riu de Janeiru a izraelský pavilon pro Světovou výstavu 1967 v Montréalu v Kanadě, který navrhlv společně s Ariehem Šaronem. Ačkoli se Izrael rozhodl od účasti na Světové výstavě v New Yorku v roce 1964 odstoupit kvůli problémům s financováním, vláda původně financování schválila a vybrala Resnicka, aby navrhl pavilon poté, co vyhrál izraelskou národní architektonickou soutěž na tento projekt. Podle katalogu „David Reznik: A Retrospective“:
„Pavilon byl navržen jako zkrácená pevnost s několika úzkými otvory; měl tři úrovně, přičemž pohyb mezi nimi probíhal po spirálové rampě. Nároží byla zaoblena, aby vytvořila elegantní siluetu a zjemnila svůj vzhled, a povrch byl pokryt hrubými omítkami.“

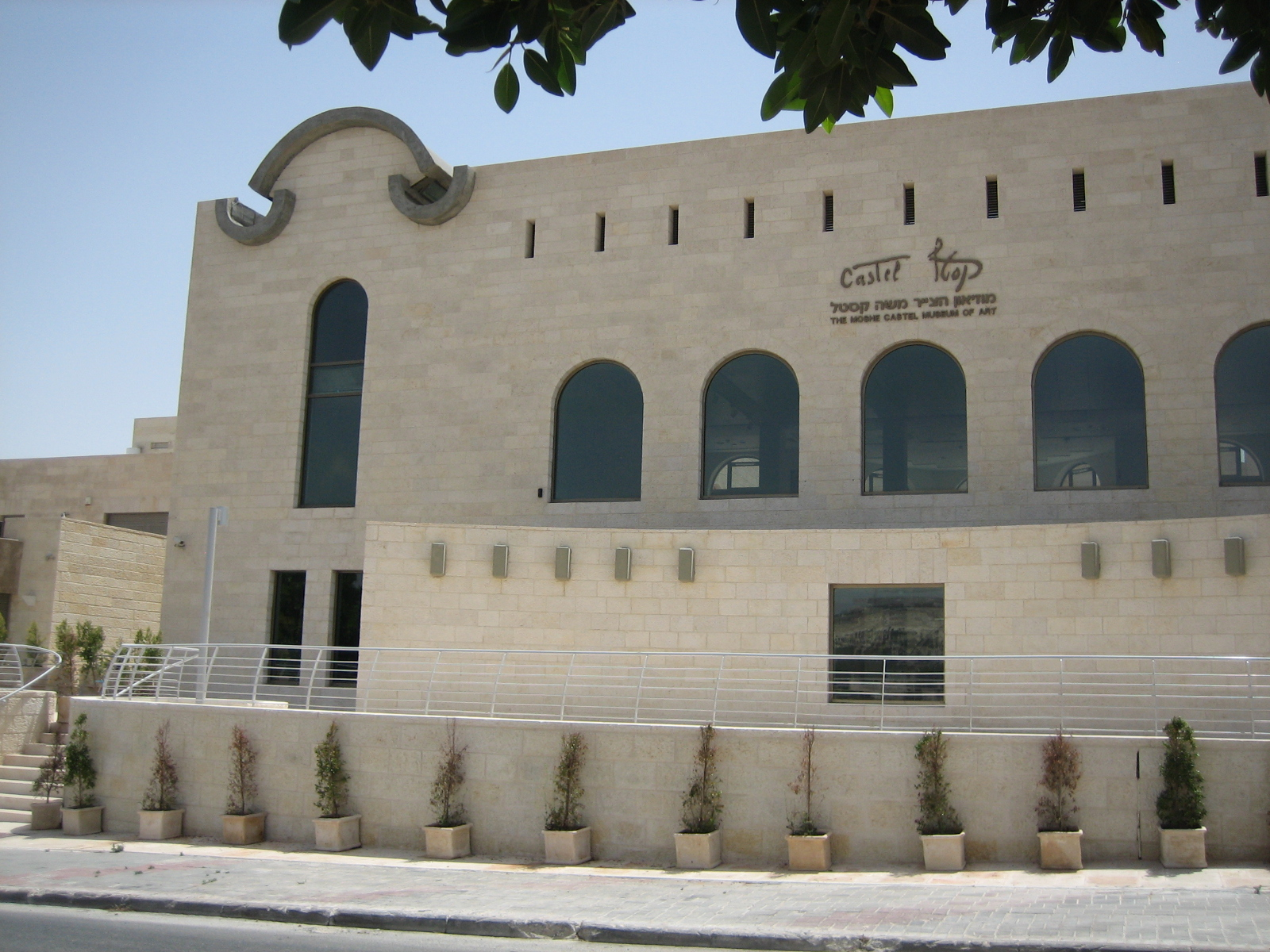
Muzeum umění Moše Castela, Ma'ale Adumim

Tento návrh se nakonec stal základem izraelské expozice na Světové výstavě v Montréalu v roce 1967. Pavilon byl zbourán v roce 1975.
V roce 2011 navrhl budovu Muzea umění Moše Castela v Ma'ale Adumim, kde jsou umístěna díla umělce Moše Castela. Na tomto návrhu se podílel také sám Castelo.
Resnick pokračoval v práci ve své firmě až do své smrti v roce 2012.

### Strategický plán rozvoje
Kromě práce architekta na samostatných budovách a památnících se věnoval také plánování čtvrtí v Kirjat Chasidim, Chacor ha-Gelilit, Modi'in-Makabim-Re'ut a Bejt Šemeš. Jedním z jeho urbanistických projektů byla čtvrť Najot, která vznikla v letech 1959–1962. Projekt byl vypracován pro přistěhovalce z anglicky mluvících zemí. Podle popisuje jednoho z obyvatel byl Najot „skutečně rezidenční čtvrtí... spojující individuální autonomii se společnými zájmy, což zajišťovalo vysokou kvalitu života“.

### Výstava
V roce 2005 byla otevřena výstava Resnickových děl v Univerzitní galerii umění Genia Schreibera na Telavivské univerzitě. Podle kurátorky výstavy Sophie Dekel-Kaspi bylo na výstavě představeno dvacet děl, která byla vybrána tak, aby „ilustrovala vývoj Resnickova architektonického jazyka a jedinečné rysy jeho děl — modernistické a humanistické... Resnick do svých návrhů začlenil strohé a čisté prvky modernismu, nikdy však na úkor soudržnosti s okolím nebo pohodlí a snadného používání lidmi“.

## Názory
V článku z roku 1994 uvedl, že architekti v Izraeli „nacházejí nový idiom. V dobách před získáním nezávislosti používali architekti prvky, které se utvářely již v Evropě. Po 46 letech od založení suverénního státu dosahujeme větší jistoty“. Uvedl, že architekti — podobně jako archeologové — hledají „zdroje židovského národa“, aby našli jeho „architektonickou identitu“.
Označil Jeruzalém za „melancholické místo“ a prohlásil, že některá jeho díla (například synagoga v areálu kampusu Hebrejské univerzity v Giv'at Ram) měla tento pocit vyvolat.

## Pracovní pozice
Zastával řadu funkcí, mimo jiné byl ředitelem Izraelské asociace architektů a prezidentem Institutu pro kulturní vztahy mezi Izraelem a Iberoamerikou.

## Vyznamenání a ocenění
V roce 1995 získal Izraelskou cenu za architekturu a v roce 1964 Rechterovu cenu. Rechterovu cenu mu byla udělena společně s Heinrichem Rauem za synagogu Israela Goldsteina v kampusu Hebrejské univerzity v Giv'at Ram.
V roce 2006 byl jmenován čestným členem organizace American Institute of Architects. Čestné členství se uděluje „architektům s váženým charakterem a vynikajícími výsledky, kteří nejsou občany ani rezidenty USA a kteří primárně nevykonávají architektonickou práci v oblasti působnosti organizace.
Mezi další Resnickova ocenění patří cena za architekturu, kterou mu v roce 2009 udělila jeruzalémská Becalelova akademie umění.